# Большое Пивкино
Большое Пивкино — деревня в Ярцевском районе Смоленской области России. Входит в состав Капыревщинского сельского поселения. Население — 8 жителей (2007 год). 
Расположена в северной части области в 26 км к северо-востоку от Ярцева, в 22 км севернее автодороги М1 «Беларусь». В 24 км южнее деревни расположена железнодорожная станция Свищёво на линии Москва — Минск. 

## История
В годы Великой Отечественной войны деревня была оккупирована гитлеровскими войсками в июле 1941 года, освобождена в сентябре 1943 года.